# Margot Robbie
Margot Elise Robbie (Dalby, Queensland, 2 de julio de 1990) es una actriz y productora de cine australiana. Su trabajo abarca películas tanto taquilleras como independientes, y entre sus galardones incluye nominaciones a tres Premios Óscar, seis Premios BAFTA y cuatro Premios Globo de Oro. Time la nombró una de las 100 personas más influyentes del mundo en 2017, y Forbes la nombró la actriz mejor pagada del mundo en 2023.
Tras haber tenido breves apariciones en algunas series y películas, Robbie alcanzó la fama en su país al interpretar a Donna Freedman en el serial televisivo Neighbours, para el cual grabó 311 episodios y con el que fue nominada a dos Logie Awards. Luego de su salida, se mudó a Estados Unidos y protagonizó la serie Pan Am en 2011, y más tarde comenzó a ganar popularidad por su papeles en las exitosas películas El lobo de Wall Street (2013) y Focus (2015). Posteriormente, interpretó a Tonya Harding en I, Tonya (2017), actuación con la cual recibió elogios de la crítica y fue nominada a los premios Óscar. Esta racha continuó con sus actuaciones en Mary Queen of Scots (2018), Once Upon a Time in Hollywood (2019) y Bombshell (2019), que también tuvieron alabanzas de la crítica y le otorgaron múltiples nominaciones en los BAFTA Awards, los SAG Awards y los Satellite Awards, así como una al Óscar por Bombshell.
Robbie también dio vida al personaje Harley Quinn en el Universo extendido de DC, protagonizando las películas Suicide Squad (2016), Birds of Prey (2020) y The Suicide Squad (2021). Además de su actuación, ha sido productora de cintas como Terminal (2018), Dreamland (2019) y Promising Young Woman (2020).

## Biografía

### 1990-2007: primeros años e infancia
Margot Elise Robbie nació el 2 de julio de 1990 en el pueblo de Dalby, ubicado en Queensland (Australia), hija de Sarie Kessler, una fisioterapeuta, y Doug Robbie, un granjero. Tiene dos hermanos llamados Lachlan y Cameron, así como una hermana llamada Anya. Poco después de su nacimiento, su padre los abandonó y su madre debió criar a los cuatro en una granja ubicada en Gold Coast. Por ello, Robbie debió comenzar a trabajar desde temprana edad y a los 16 años tuvo hasta tres trabajos simultáneos como barman, empleada doméstica y cajera en Subway. A los 6 años, debido a una gran hiperactividad, a Margot Robbie le diagnosticaron trastorno por déficit de atención con hiperactividad (TDAH), por lo que ha estado tomando Ritalin desde entonces. Desde su infancia siempre se interesó por la actuación y estudió drama en la secundaria para luego formarse en el Somerset College, ubicado en el pueblo de Mudgeeraba. Luego de su graduación, se mudó a la ciudad de Melbourne en busca de oportunidades cuando apenas tenía 17 años.

### 2008-2014: inicios en la actuación

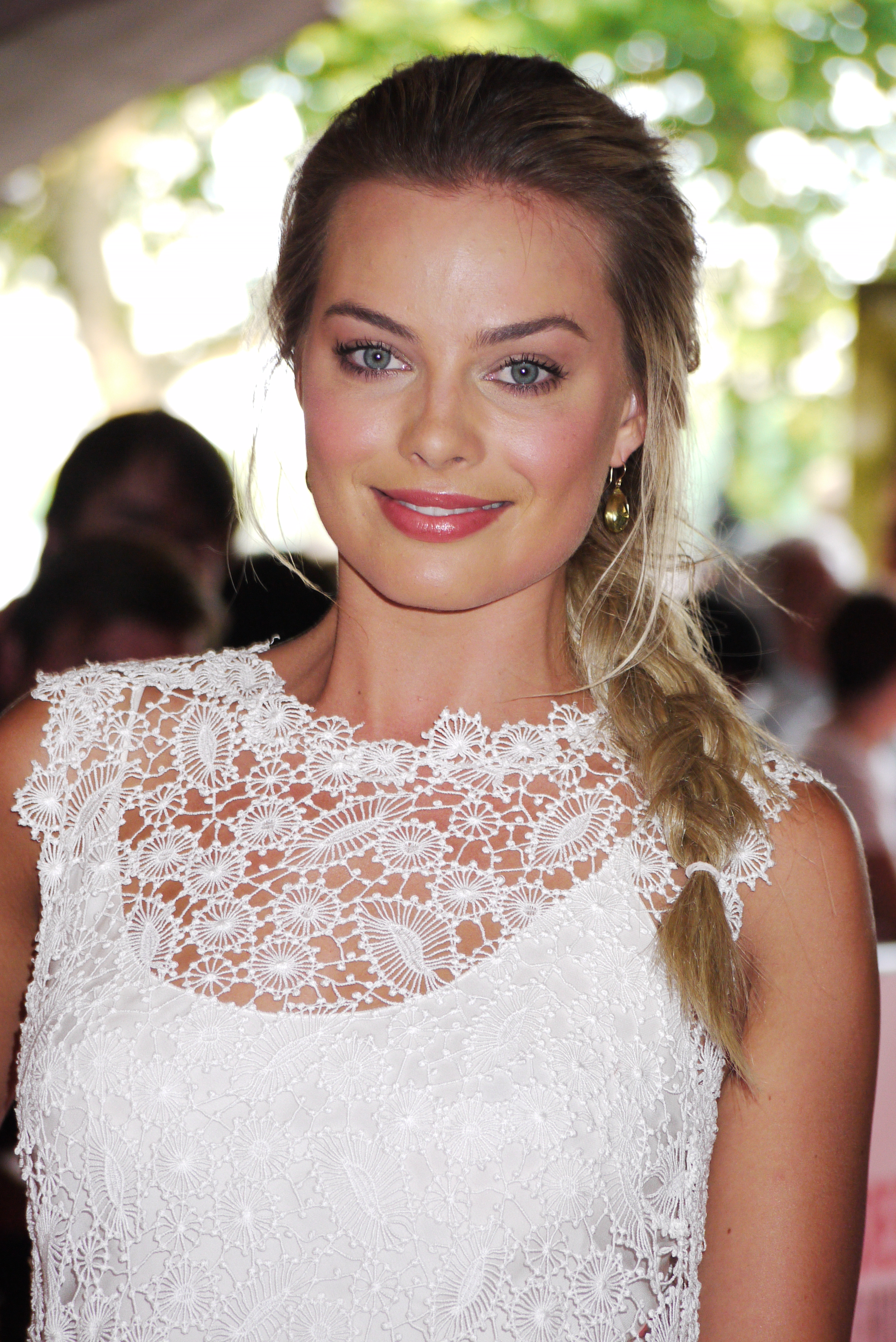
Robbie en 2013.

A pesar de no contar con un representante, Robbie consiguió varias audiciones e impresionó al director Aash Aaron, quien le ofreció un papel protagónico en ICU (2009). Además de ello, tuvo breves apariciones en las series Review with Myles Barlow, City Homicide y The Elephant Princess. Poco después, fue seleccionada para interpretar a Donna Freedman en el serial televisivo Neighbours. Aunque inicialmente se tenía pensado que solo apareciera en un episodio, su actuación llamó la atención de los productores y fue ascendida inmediatamente al elenco principal. Su permanencia en la serie se extendió por cuatro años, en los que grabó un total de 311 episodios. Gracias a su popularidad, fue nominada a dos Logie Awards en 2009 y 2011.
Tras su salida de Neighbours, Robbie se mudó a los Estados Unidos en busca de mejores oportunidades y consiguió un papel protagónico en la serie Pan Am en 2011. A pesar de que la serie fue bien recibida por la crítica y generó buenos índices de audiencia, fue cancelada tras su primera temporada debido a los elevados costes de producción. Luego de ello, la actriz tuvo un papel secundario en About Time (2013), que tuvo una respuesta crítica positiva. Robbie comenzó a ganar notoriedad con su actuación en The Wolf of Wall Street (2013), la cual recibió elogios de la crítica y fue un éxito en taquilla tras recaudar 392 millones de dólares. Con dicho papel fue nominada a los BAFTA Awards como estrella emergente y también actriz revelación en los MTV Movie Awards.

### 2015-2019: éxito y consolidación en la industria

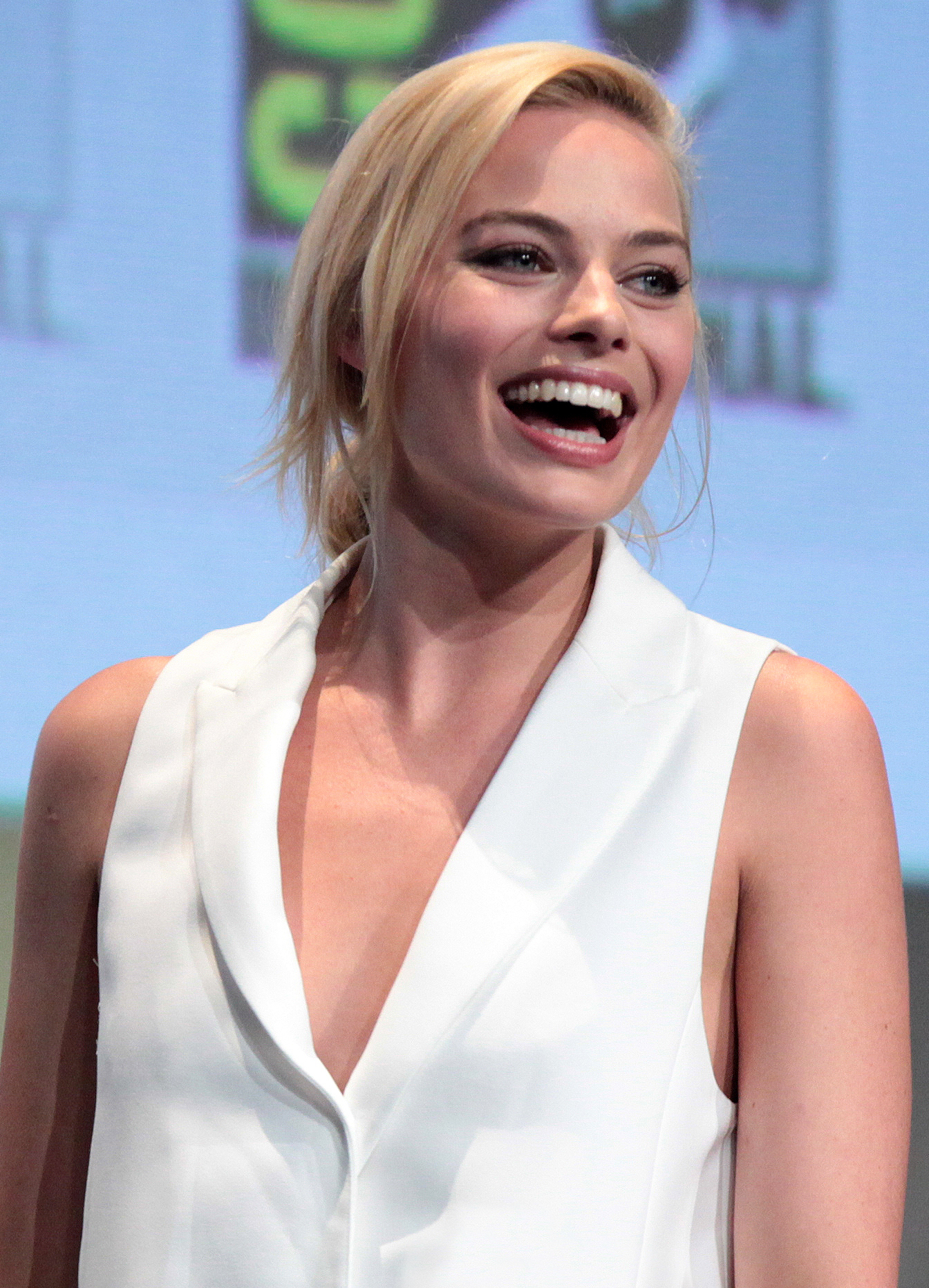
Robbie en la Comic-Con en julio de 2015.

Robbie protagonizó junto a Will Smith la comedia dramática Focus (2015), que obtuvo críticas mixtas y recaudó 159 millones en taquilla, además de haber aparecido en Suite Française (2015) y Z for Zachariah (2015), ambas bien recibidas por la crítica especializada. Posteriormente, interpretó a Jane Porter en The Legend of Tarzan (2016), que tuvo malas críticas y recaudó 356.7 millones de dólares en taquilla. Por otra parte, fue la cara de la fragancia Deep Euphoria de Calvin Klein.
Robbie fue seleccionada para interpretar a Harley Quinn en el Universo extendido de DC y con ello protagonizó Suicide Squad (2016), que si bien tuvo críticas negativas, se convirtió en un éxito en taquilla al recaudar 747 millones de dólares, siendo la décima cinta más taquillera del 2016. Gracias a dicha actuación, ganó en los Critics' Choice Awards como mejor actriz de acción y en los People's Choice Awards como actriz de cine de acción favorita. Luego de ello, debutó como productora con la película I, Tonya (2017), la cual también protagonizó con el papel de Tonya Harding. La película y su actuación recibieron la aclamación por parte de la crítica, y Robbie fue nominada a los premios Óscar como mejor actriz. Igualmente, ganó en los Critics' Choice Awards como mejor actriz de comedia y fue nominada a los Golden Globe Awards como mejor actriz - comedia o musical y a los SAG Awards como mejor actriz. Por otra parte, prestó su voz para el personaje de Flopsy Rabbit en la película Peter Rabbit (2018).
Robbie interpretó a Isabel I de Inglaterra en la cinta Mary Queen of Scots (2018) y fue nuevamente elogiada por la crítica, además de obtener nominaciones a los BAFTA y los SAG como mejor actriz de reparto. También produjo y protagonizó las películas Terminal (2018) y Dreamland (2019), donde igualmente recibió críticas positivas por su actuación. Su racha de aclamación crítica continuó con Bombshell (2019), con la que fue nominada por segunda vez al Óscar, esta vez como mejor actriz de reparto. Fue de igual forma nominada como mejor actriz de reparto en los Golden Globe Awards y los SAG Awards. Robbie tuvo un papel secundario como Sharon Tate en Once Upon a Time in Hollywood (2019), que recibió elogios de la crítica. Gracias a sus actuaciones en Bombshell y Once Upon a Time in Hollywood, se convirtió en la segunda actriz de la historia de los BAFTA Awards en recibir doble nominación el mismo año como mejor actriz de reparto y apenas la décima en cualquier categoría actoral.

### 2020-actualidad: trabajo como productora y proyectos futuros
Robbie produjo la película Birds of Prey (2020), donde además interpretó por segunda vez al personaje de Harley Quinn. La cinta y su actuación obtuvieron críticas positivas, y Robbie se alzó con el premio a la mejor actriz en una película de superhéroes en la ceremonia inaugural de los Critics' Choice Super Awards. También fue productora de la comedia negra Promising Young Woman (2020), la cual recibió elogios de la crítica y cinco nominaciones a los premios Óscar.
Robbie interpretó por tercera ocasión a Harley Quinn en la película The Suicide Squad (2021), que tuvo buenos comentarios de la crítica, quienes la consideraron superior a Suicide Squad (2016) y nuevamente elogiaron su actuación.

## Imagen pública

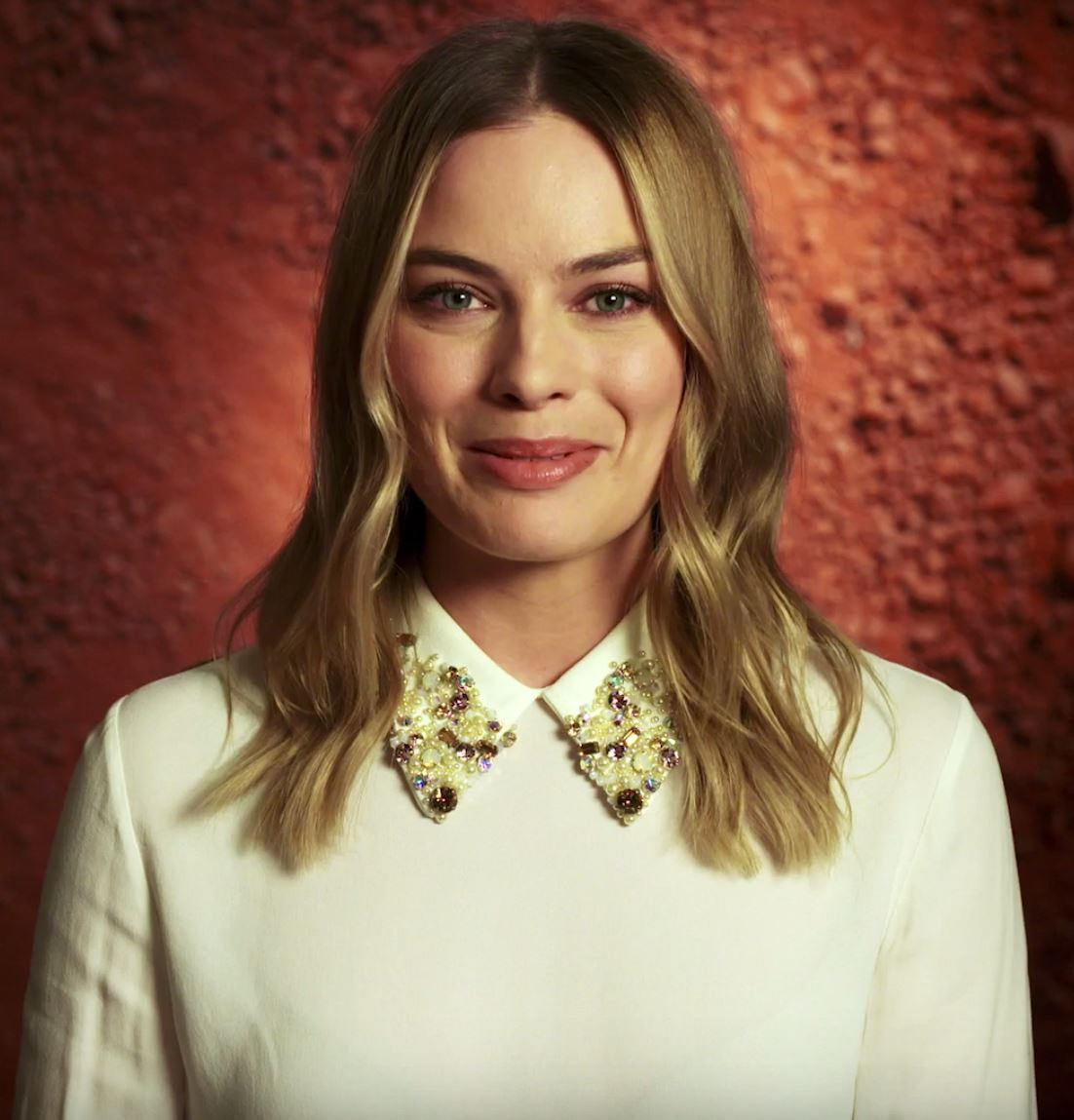
Margot Robbie en 2016.

Robbie es conocida por protagonizar tanto producciones convencionales de alto perfil como películas independientes de bajo presupuesto, en las que ha podido mostrar tanto su rango dramático como cómico.
Robbie es considerada una de las actrices más atractivas de Hollywood y se le ha otorgado el estatus de sex symbol. La revista Esquire la nombró la mujer viva más atractiva en 2014. La revista Heat realizó una encuesta a lo largo del Reino Unido para determinar las actrices más atractivas del mundo en 2015, y Robbie ocupó la séptima posición. En 2019, lideró la lista de las 100 celebridades más atractivas del mundo realizada por la revista MAXIM Australia. Varios medios también la consideran un icono de la moda por la diversidad de su estilo y su elegancia. Asimismo, ha sido destacada como una de las mejores actrices de la industria y una de las pocas que ha logrado un balance entre su belleza y talento.

## Vida personal
Robbie inició una relación con el director británico Tom Ackerley tras conocerse durante las grabaciones de la película Suite Française (2014). Se casaron en diciembre de 2016 durante una ceremonia privada realizada en Byron Bay. La pareja residió en Londres (Reino Unido), pero se mudaron a la ciudad de Los Ángeles tras su matrimonio. Juntos fundaron la compañía productora LuckyChap Entertainment, con la cual han producido películas como I, Tonya (2017), Birds of Prey (2020) y Promising Young Woman (2020).En julio de 2024 hizo público que están esperando su primer hijo.

## Filmografía
| Año  | Título                        | Personaje              | Notas                  |
| ---- | ----------------------------- | ---------------------- | ---------------------- |
| 2008 | Vigilante                     | Cassandra              |                        |
| 2009 | ICU                           | Tristan Waters         |                        |
| 2013 | About Time                    | Charlotte              |                        |
| 2013 | The Wolf of Wall Street       | Naomi Lapaglia         |                        |
| 2015 | Z for Zachariah               | Ann Burden             |                        |
| 2015 | Focus                         | Jess Barret            |                        |
| 2015 | Suite Française               | Celine                 |                        |
| 2015 | The Big Short                 | Ella misma             | Cameo                  |
| 2016 | Whiskey Tango Foxtrot         | Tanya Vanderpoel       |                        |
| 2016 | La leyenda de Tarzán          | Jane Porter            |                        |
| 2016 | Escuadrón Suicida             | Harley Quinn           |                        |
| 2017 | Goodbye Christopher Robin     | Daphne Milne           |                        |
| 2017 | I, Tonya                      | Tonya Harding          | También productora     |
| 2018 | Peter Rabbit                  | Flopsy Rabbit          | Voz, también narradora |
| 2018 | Terminal                      | Annie/Bonnie           | También productora     |
| 2018 | Slaughterhouse Rulez          | Audrey                 | Cameo                  |
| 2018 | Mary Queen of Scots           | Isabel I de Inglaterra |                        |
| 2019 | Dreamland                     | Allison Wells          | También productora     |
| 2019 | Once Upon a Time in Hollywood | Sharon Tate            |                        |
| 2019 | Bombshell                     | Kayla Pospisil         |                        |
| 2020 | Aves de presa                 | Harley Quinn           | También productora     |
| 2020 | Promising Young Woman         | —                      | Productora             |
| 2021 | Peter Rabbit 2: The Runaway   | Flopsy Rabbit          | Voz                    |
| 2021 | El Escuadrón Suicida          | Harley Quinn           |                        |
| 2022 | Amsterdam                     | Valerie                |                        |
| 2022 | Babylon                       | Nellie LaRoy           |                        |
| 2023 | Asteroid City                 | Sra. Steenbeck-Zak     |                        |
| 2023 | Barbie                        | Barbie                 |                        |
| 2023 | Saltburn                      | —                      | Productora             |
| 2024 | My Old Ass                    | —                      | Productora             |
| 2025 | Borderline                    | —                      | Productora ejecutiva   |
| 2025 | A Big Bold Beautiful Journey  | Sarah                  | Posproducción          |
| 2026 | Wuthering Heights             | Catherine Earnshaw     | En rodaje              |

| Año       | Título                             | Personaje         | Notas                                 |
| --------- | ---------------------------------- | ----------------- | ------------------------------------- |
| 2008      | Review with Myles Barlow           | Kelly             | Episodio: «Stealing, Dickheads, Risk» |
| 2008      | City Homicide                      | Caitlin Brentford | Episodio «Somersaulting Dogs»         |
| 2008-2011 | Neighbours                         | Donna Freedman    | 311 episodios                         |
| 2009      | The Elephant Princess              | Juliet            | 2 episodios                           |
| 2009      | Talkin' 'Bout Your Generation      | Ella misma        |                                       |
| 2011-2012 | Pan Am                             | Laura Cameron     | 14 episodios                          |
| 2015      | Neighbours 30th: The Stars Reunite | Ella misma        |                                       |
| 2015      | Top Gear                           | Ella misma        | Temporada 22, episodio 4              |
| 2016      | Saturday Night Live                | Ella misma        | Episodio: «Margot Robbie/The Weeknd»  |
| 2019-2022 | Dollface                           | Imelda            | Episodio: «Mama Bear»                 |

## Premios y nominaciones
| Año  | Premiación                   | Categoría                                   | Nominada por                  | Resultado | Ref.            |
| ---- | ---------------------------- | ------------------------------------------- | ----------------------------- | --------- | --------------- |
| 2009 | Logie Awards                 | Talento femenino nuevo más popular          | Neighbours                    | Nominada  | [ 82 ]          |
| 2011 | Logie Awards                 | Actriz más popular                          | Neighbours                    | Nominada  | [ 83 ]          |
| 2014 | Critics' Choice Awards       | Mejor reparto                               | The Wolf of Wall Street       | Nominada  | [ 84 ]          |
| 2014 | Empire Awards                | Actriz revelación                           | The Wolf of Wall Street       | Ganadora  | [ 85 ]          |
| 2014 | MTV Movie Awards             | Actriz revelación                           | The Wolf of Wall Street       | Nominada  | [ 86 ]          |
| 2015 | BAFTA Awards                 | Estrella emergente                          | The Wolf of Wall Street       | Nominada  | [ 87 ]          |
| 2016 | Critics' Choice Awards       | Mejor actriz de acción                      | Suicide Squad                 | Ganadora  | [ 88 ]          |
| 2016 | Teen Choice Awards           | Mejor actriz en película anticipada         | Suicide Squad                 | Nominada  | [ 89 ]          |
| 2017 | People's Choice Awards       | Actriz de cine favorita                     | Suicide Squad                 | Nominada  | [ 90 ]          |
| 2017 | People's Choice Awards       | Actriz de cine de acción favorita           | Suicide Squad                 | Ganadora  | [ 90 ]          |
| 2017 | Saturn Awards                | Mejor actriz de reparto                     | Suicide Squad                 | Nominada  | [ 91 ]          |
| 2017 | Jupiter Awards               | Mejor actriz internacional                  | The Legend of Tarzan          | Nominada  | [ 92 ]          |
| 2017 | Gotham Awards                | Mejor película                              | I, Tonya                      | Nominada  | [ 93 ]          |
| 2017 | Gotham Awards                | Mejor actriz                                | I, Tonya                      | Nominada  | [ 93 ]          |
| 2018 | BAFTA Awards                 | Mejor actriz                                | I, Tonya                      | Nominada  | [ 94 ]          |
| 2018 | Critics' Choice Awards       | Mejor actriz                                | I, Tonya                      | Nominada  | [ 95 ]          |
| 2018 | Critics' Choice Awards       | Mejor actriz de comedia                     | I, Tonya                      | Ganadora  | [ 95 ]          |
| 2018 | Golden Globe Awards          | Mejor película - comedia o musical          | I, Tonya                      | Nominada  | [ 43 ]          |
| 2018 | Golden Globe Awards          | Mejor actriz - comedia o musical            | I, Tonya                      | Nominada  | [ 43 ]          |
| 2018 | Independent Spirit Awards    | Mejor actriz                                | I, Tonya                      | Nominada  | [ 96 ]          |
| 2018 | Premios Óscar                | Mejor actriz                                | I, Tonya                      | Nominada  | [ 97 ]          |
| 2018 | SAG Awards                   | Mejor actriz                                | I, Tonya                      | Nominada  | [ 98 ]          |
| 2018 | Satellite Awards             | Mejor actriz de drama                       | I, Tonya                      | Nominada  | [ 99 ]          |
| 2019 | BAFTA Awards                 | Mejor actriz de reparto                     | Mary Queen of Scots           | Nominada  | [ 100 ]         |
| 2019 | SAG Awards                   | Mejor actriz de reparto                     | Mary Queen of Scots           | Nominada  | [ 101 ]         |
| 2019 | Satellite Awards             | Mejor actriz de reparto - drama             | Mary Queen of Scots           | Nominada  | [ 102 ]         |
| 2020 | BAFTA Awards                 | Mejor actriz de reparto                     | Once Upon a Time in Hollywood | Nominada  | [ 103 ]         |
| 2020 | BAFTA Awards                 | Mejor actriz de reparto                     | Bombshell                     | Nominada  | [ 103 ]         |
| 2020 | Golden Globe Awards          | Mejor actriz de reparto                     | Bombshell                     | Nominada  | [ 43 ]          |
| 2020 | Premios Óscar                | Mejor actriz de reparto                     | Bombshell                     | Nominada  | [ 104 ]         |
| 2020 | Satellite Awards             | Mejor actriz de reparto - drama             | Bombshell                     | Nominada  | [ 105 ]         |
| 2020 | SAG Awards                   | Mejor actriz de reparto                     | Bombshell                     | Nominada  | [ 106 ]         |
| 2020 | SAG Awards                   | Mejor reparto                               | Bombshell                     | Nominada  | [ 106 ]         |
| 2020 | SAG Awards                   | Mejor reparto                               | Once Upon a Time in Hollywood | Nominada  | [ 106 ]         |
| 2020 | People's Choice Awards       | La estrella de cine femenina del 2020       | Birds of Prey                 | Nominada  | [ 107 ] [ 108 ] |
| 2020 | People's Choice Awards       | La estrella de cine de acción del 2020      | Birds of Prey                 | Nominada  | [ 107 ] [ 108 ] |
| 2021 | Critics' Choice Super Awards | Mejor actriz en una película de superhéroes | Birds of Prey                 | Ganadora  | [ 109 ]         |
| 2021 | Satellite Awards             | Mejor actriz - comedia o musical            | Birds of Prey                 | Nominada  | [ 110 ]         |
| 2021 | Saturn Awards                | Mejor actriz                                | Birds of Prey                 | Nominada  | [ 111 ]         |
| 2021 | People's Choice Awards       | La estrella de cine femenina del 2021       | The Suicide Squad             | Nominado  | [ 112 ]         |
| 2022 | Golden Globe Awards          | Mejor actriz - Comedia o musical            | Babylon                       | Nominada  | [ 113 ]         |
| 2022 | SAG Awards                   | Mejor reparto                               | Babylon                       | Nominada  | [ 114 ]         |
| 2022 | Critics' Choice Awards       | Mejor actriz                                | Babylon                       | Nominada  | [ 115 ]         |
| 2023 | Academy Awards               | Mejor película (como productora)            | Barbie                        | Nominada  | [ 116 ]         |
| 2023 | Golden Globe Awards          | Mejor actriz - Comedia o musical            | Barbie                        | Nominada  | [ 117 ]         |
| 2023 | SAG Awards                   | Mejor actriz                                | Barbie                        | Nominada  | [ 118 ]         |
| 2023 | SAG Awards                   | Mejor reparto                               | Barbie                        | Nominada  | [ 118 ]         |
| 2023 | Critics' Choice Awards       | Mejor actriz                                | Barbie                        | Nominada  | [ 119 ]         |
| 2023 | Critics' Choice Awards       | Mejor reparto                               | Barbie                        | Nominada  | [ 119 ]         |
| 2023 | Critics' Choice Awards       | Mejor comedia (como productora)             | Barbie                        | Ganadora  | [ 119 ]         |
| 2023 | BAFTA Awards                 | Mejor actriz                                | Barbie                        | Nominada  | [ 120 ]         |
| 2023 | BAFTA Awards                 | Mejor película británica (como productora)  | Saltburn                      | Nominada  | [ 120 ]         |